# Ebenstein
Der Ebenstein (2123 m ü. A.) ist ein Berg in der Hochschwabgruppe in der Steiermark.

## Lage und Name
Der Ebenstein ist der markanteste Gipfel im westlichen Teil des zentralen Hochschwabplateaus. Über ihn verläuft die Grenze der Gemeinden Wildalpen und Tragöß-Sankt Katharein, die zugleich auch die Grenze zwischen dem Bezirk Liezen und dem 2013 neu geschaffenen Bezirk Bruck-Mürzzuschlag bildet. Die relativ geräumige Gipfelregion des Ebensteins bricht – im Westen infolge des prähistorischen Bergsturzes von Wildalpen – fast rundherum mit steilen Felswänden ab; daher trennen ihn tief eingeschnittene Scharten von der Schaufelwand und dem Brandstein im Westen und dem Großen Griesstein im Norden. Im Osten bildet – jedoch ebenfalls erst nach einem Steilabfall – ein „Polstersattel“ genannter Grat den Übergang zum Hinteren Polster. Lediglich die Südwestflanke mit dem unauffälligen vorgelagerten Kleinen Ebenstein (1943 m ü. A.) ist sanfter. Über sie führt der markierte Normalweg zum Gipfel. Dem charakteristischen abgeflachten Gipfelaufbau, der ihn „schon aus großer Entfernung erkennbar“ sein lässt, verdankt der Ebenstein seinen Namen.
An klaren Tagen bietet die frei stehende Gipfelregion des Ebensteins ein umfassendes Panorama, das von den Niederösterreichischen Voralpen über den Ötscher, das Gesäuse und den Dachstein bis zur Saualpe in Kärnten reicht. Den höchsten Punkt markiert ein Steinmann; das Gipfelkreuz steht etwa 200 Meter weiter südöstlich direkt über den Felsabbrüchen zur Sonnschienalm.

## Sonnschienalm

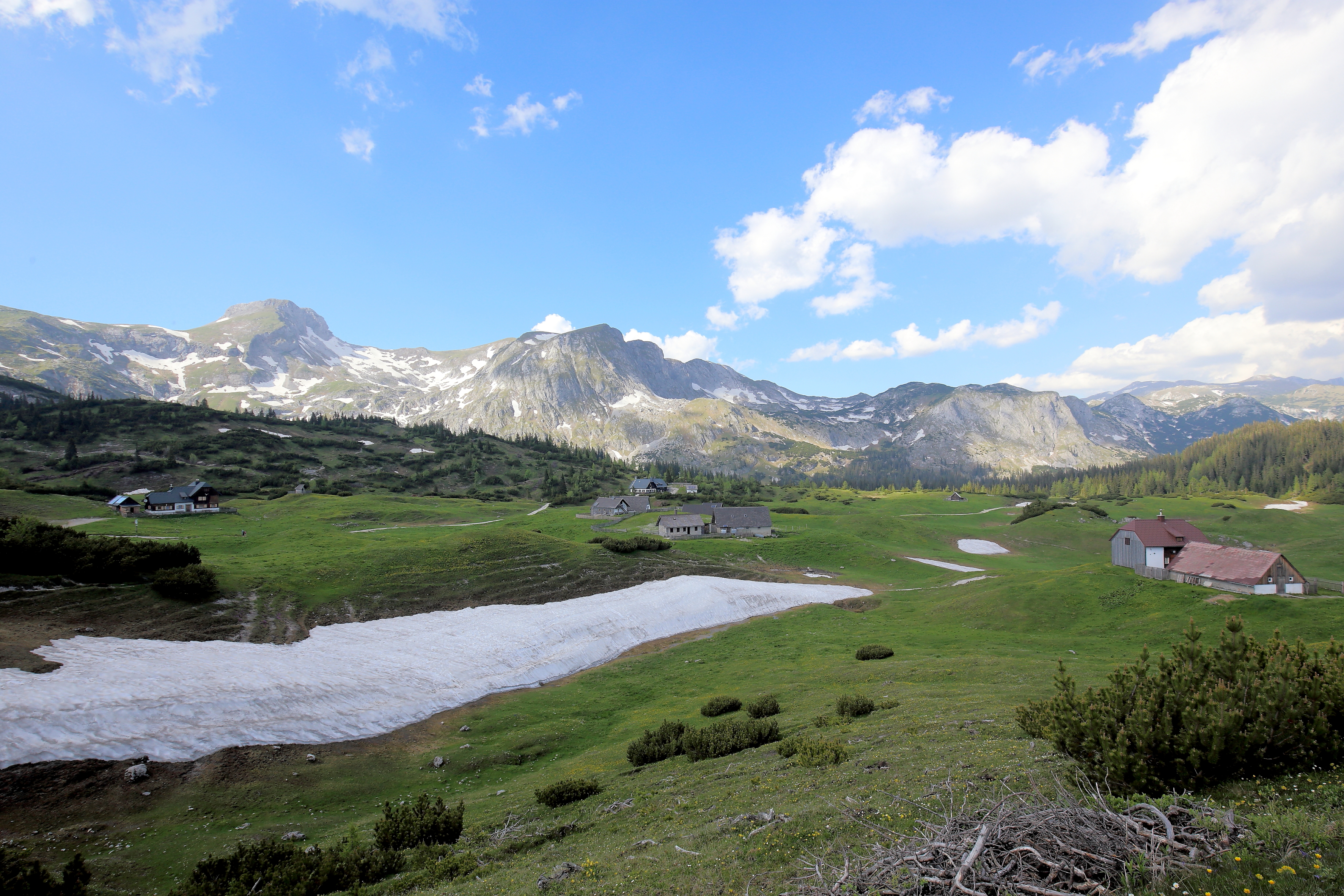
Südansicht der Sonnschienalm. Im Hintergrund von links nach rechts der Ebenstein (2123 m), der Vordere und Hintere Polster (2057 m) und die Seemauer (1776 m).

Südlich und südöstlich des Ebensteins erstreckt sich in etwa 1500 m ü. A. das ausgedehnte, leicht wellige Plateau der Sonnschienalm. Die Region ist im späten Frühjahr für ihre vielfältige Alpenflora bekannt. Neben mehreren Almhütten steht hier auch die Sonnschienhütte der Sektion Voisthaler des Österreichischen Alpenvereins, die einen idealen Stützpunkt für Touren auf den Ebenstein darstellt.

## Aufstiege
Der einzige markierte Weg auf den Ebenstein führt über seine Südwestflanke. Von der Sonnschienhütte benötigt man über das Sonnschienbründl und knapp am Kleinen Ebenstein vorbei etwa 2 Stunden zum Gipfel. Der Anstieg ist generell unschwierig; lediglich ein kurzer Abschnitt im felsigen Gelände unterhalb des Gipfelkreuzes ist mit einem Drahtseil versichert.
Vom Tal aus erfordern Tagestouren auf den Ebenstein wegen der Streckenlänge und des Höhenunterschieds beträchtliche Ausdauer.
Zwei Ausgangspunkte bieten sich dafür besonders an:
- vom Parkplatz in der Jassing nordwestlich von Tragöß über die Russenstraße[3] zur Sonnschienalm, ab dann  dem Standardanstieg folgen. Gehzeit: 3½ bis 4 Stunden.
- von Winterhöh (südlich von Wildalpen) über den Kreuzpfäder zum Schafhalssattel, weiter über die Spitzböden zum markierten Anstieg auf den Gipfel. Gehzeit: 4½ bis 5 Stunden.

Im Winter ist der Ebenstein von der Jassing aus auch Ziel ausgedehnter Schitouren.